# Prix Bungei
Le prix Bungei (文藝賞, Bungeishō) est un prix littéraire japonais fondé en 1962 par la maison d'édition Kawade Shobō Shinsha. Son objectif est de découvrir de nouveaux écrivains. La sélection se fait sur candidature, en proposant un manuscrit non publié. L’œuvre lauréate est dans un premier temps publiée dans le magazine Bungei, avant une publication sous forme de livre. Depuis les années 2000, des auteurs de plus en plus jeunes sont sélectionnés : Risa Wataya a 17 ans lorsqu'elle est récompensée en 2000. Elle est la plus jeune lauréate jusqu'à Minami Natsu, 15 ans et qui est encore au collège, en 2005.
Si beaucoup de lauréats du Prix Bungei n'ont pas obtenu une plus grande reconnaissance littéraire, le prix a néanmoins su découvrir plusieurs auteurs reconnus par la suite tels que Risa Wataya , Eimi Yamada, Ken’ichirō Isozaki , Keisuke Hada , ou Maki Kashimada. 

## Liste des lauréats
| Année | Lauréat                            | Titre                                                                                             |
| ----- | ---------------------------------- | ------------------------------------------------------------------------------------------------- |
| 1962  | Kazumi Takahashi                   | 悲の器 (Hinoutsuwa)                                                                               |
|       | Meisei Gotō                        | Mention honorable pour 関係 (Kankei)                                                              |
| 1963  | Kazuko Saegusa                     | Mention honorable pour 葬送の朝 (Sōsō no asa)                                                     |
| 1964  | Pas de gagnant                     |                                                                                                   |
|       | Komitsu Kitakoji                   | Mention honorable pour ミクロコスモス (Mikurokosumosu)                                            |
| 1966  | Ei Kinkaku/Kim Hak Young           | 凍える口                                                                                          |
|       | Atsumi Kato                        | Mention honorable 1ère place pour 大山兵曹 (Ōyama heisō)                                          |
|       | Shôjo Tadashi                      | Mention honorable 2nde place pour 塔への道 (Tō e no michi)                                        |
| 1967  | Pas de gagnant                     |                                                                                                   |
|       | Noboru Tsujihara                   | Mention honorable pour ミチオ・カンタービレ (Michio kantābire)                                    |
|       | Fukunaga Reizo                     | Mention honorable pour 家路 (Ie-ji)                                                               |
| 1969  | Pas de gagnant                     |                                                                                                   |
|       | Shuhei Nonaka                      | 2nde place pour 鈍夜 (Don yoru)                                                                   |
| 1970  | Eiji Kurobane                      | 目的補語 (Mokuteki ho-go)                                                                         |
|       | Asako Onogi                        | クリスマスの旅 (Kurisumasu no tabi)                                                               |
| 1971  | Motoya Honda                       | 家のなか・なかの家 (Ie non aka, naka no ie)                                                       |
|       | Minako Goto                        | 刻を曳く (Koku o hiku)                                                                            |
| 1972  | Shuya Odaka                        | 危うい歳月 (Ayaui saigetsu)                                                                       |
| 1973  | Pas de gagnant                     |                                                                                                   |
|       | Teruaki Kitazawa                   | Mention honorable pour あわいの構図 (Awai no kōzu)                                                |
|       | Seiichi Akasaka                    | Mention honorable pour 帰らざる道 (Kaerazaru michi)                                               |
| 1974  | Fuyu Ozawa                         | 鬼のいる杜で (Oni no iru mori de)                                                                 |
| 1975  | Seiichiro Aka                      | 世の中や (世 の 中や)                                                                             |
| 1976  | Hidetoshi Tooka                    | 北帰行 (Kitakikō)                                                                                 |
|       | Mitsuyoshi Nomura                  | Mention honorable pour 輝かしき愚者の砦 (Kagayakashiki gusha no toride)                           |
| 1977  | Mitsunori Hoshino                  | おれたちの熱い季節 (Ore-tachi no atsui kisetsu)                                                   |
|       | Yohei Matsuzaki                    | 狂いだすのは三月 (Kurui dasu no wa 3 gatsu)                                                       |
| 1978  | Kojiro Kuroda                      | 鳥たちの闇のみち (Tori-tachi no yami no michi)                                                    |
|       | Keiko Kobayashi                    | Mention honorable pour 回帰点 (Kaiki-ten)                                                         |
| 1979  | Katsusuke Miyauchi                 | 南 (Nanpū)                                                                                        |
|       | Masako Meiō                        | ある女のグリンプス (Aru on'na no gurinpusu)                                                       |
| 1980  | Yasuo Tanaka                       | なんとなく、クリスタル (Nantokunaku, kurisutaru)                                                  |
|       | Kenji Aoyama                       | 囚人のうた (Shūjin no uta)                                                                        |
|       | Mami Nakahira                      | ストレイ・シー プ (Sutorei shīpu)                                                                 |
| 1981  | Sachi Fukuda                       | 百色メガネ (Hyaku-shoku megane)                                                                   |
|       | Akemi Hotta                        | 1980 アイコ 十六歳 (1980 Aiko jū roku-sai)                                                        |
|       | Misuzu Yamamoto                    | みのむし (Mi no mushi)                                                                            |
| 1982  | Jun Hirano                         | 日曜日には愛の胡瓜を (Nichiyōbini wa ai no kyuuri o)                                              |
|       | Terai Sumi                         | Prix annulé pour レーシングカーに乗った聖者 (Rēshingukā ni notta seija)                           |
| 1983  | Masayo Yamamoto                    | 応為坦坦錄 (Ōi tantanroku )                                                                       |
|       | Wakaichi Koji                      | 海に夜を重ねて (Umi ni yoru o kasanete)                                                           |
| 1984  | Jōji Atsumi                        | ミッドナイト・ホモサピエンス (Middonaito, homo sapiensu)                                          |
|       | Yuichi Hiranaka                    | シーズレイン (She's Rain)                                                                         |
| 1985  | Eimi Yamada                        | ベッドタイムアイズ (Beddo taimu aizu)                                                             |
| 1986  | Sumiko Okamoto                     | 零れた言葉 (Koboreta kotoba)                                                                      |
|       | Umeda Kako                         | Mention honorable pour 勝利投手 (Shōri tōshu)                                                     |
| 1987  | Kazuzo Sasayama                    | 四万十川 あつよしの夏 (Shimantogawa a tsuyoshi no natsu)                                          |
|       | Jūgi Hisama                        | Mention honorable pour マネーゲーム (Monê gêmu)                                                   |
| 1988  | Mayumi Nagano                      | 少年アリス (Shōnen Arisu )                                                                        |
|       | Kazuichi Iijima                    | 汝ふたたび故郷へ帰れず (Nanji futatabi furusato e kaerezu)                                        |
| 1989  | Sunao Ashihara                     | YES・YES・YES                                                                                     |
|       | Mako Yūki                          | ハッピーハウス (Happī hausu)                                                                      |
| 1990  | Aohara Sunao                       | 青春デンデケデケデケ (Seishun dendeke dekedeke)                                                   |
| 1991  | Shunji Kawamoto                    | rose                                                                                              |
|       | Yoshino Hikaru                     | 撃壌歌 (Gekijō uta)                                                                               |
| 1992  | Megumi Miura                       | 音符 (Onpu)                                                                                       |
|       | Kenichi Maki                       | Mention honorable pour 白い血 (Shiroi chi)                                                        |
| 1993  | Pas de gagnant                     |                                                                                                   |
|       | Kei Ôishi                          | Mention excellent pour 履き忘れたもう片方の靴 (Haki wasureta mō katahō no kutsu)                  |
|       | Yoichiro Kotake                    | Mention excellent pour DMAC                                                                       |
| 1994  | Zero Amemori                       | 首飾り (Kubikazari)                                                                               |
| 1995  | Takami Itō                         | 助手席にて、グルグル・ダンスを踊って (Joshuseki nite, guruguru dansu o odotte)                    |
| 1996  | Pas de gagnant                     |                                                                                                   |
|       | Kazumasa Oga                       | Mention excellent pour フレア                                                                     |
|       | Ariko Sato                         | Mention excellent pour ボディ・レンタル                                                           |
| 1997  | Seigō Suzuki                       | ラジオデイズ ("Rajo daizu)                                                                        |
|       | Tomoyuki Hoshino                   | 最後の吐息 (Saigo no toiki)                                                                       |
| 1998  | Maki Kashimada                     | 二匹 (Nihiki)                                                                                     |
| 1999  | Junko Hamada                       | Tiny, tiny                                                                                        |
| 2000  | Akira Kuroda                       | メイドインン (Made in Japan)                                                                      |
|       | Tomoka Sato                        | Mention excellent pour 肉触 Nikushoku)                                                            |
| 2001  | Risa Wataya                        | インストール (Install) (traduit en français sous le titre Install, Picquier)                      |
| 2002  | Nakamura Wataru                    | リレキショ (Rerekisho)                                                                            |
|       | Tomohiko Okada                     | キッズ アー オールライト (Kizzu ā ōruraito (Kids are all right))                                  |
| 2003  | Keisuke Hada                       | 黒冷水 (Kokureisui)                                                                               |
|       | Ikuta Sayo                         | オアシス                                                                                          |
|       | Noriaki Fushimi                    | 魔女の息子                                                                                        |
| 2004  | Nao-Cola Yamazaki                  | 人のセックスを笑うな (Hito no sekkusu o warauna)                                                  |
|       | Gen Shiraiwa                       | 野ブタ。をプロデュース                                                                            |
| 2005  | Nanae Aoyama                       | 窓の灯 (Mado no akari)                                                                            |
|       | Minami Natsu                       | 平成マシンガンズ (Heisei mashinganzu)                                                             |
| 2006  | Iwora Ogiyo                        | 公園 (Kōen)                                                                                       |
|       | Saki Nakayama                      | ヘンリエッタ (Henrietta)                                                                          |
| 2007  | Ken’ichirō Isozaki                 | 肝心の子供 (Kanjin no kodomo)                                                                     |
|       | Kenta Tange                        | 青色讃歌 (Aoiro sanka)                                                                            |
| 2008  | Fuari Kita                         | けちゃっぷ (Ketchiappu)                                                                           |
|       | Yûta Yasuto                        | おひるのたびにさようなら (O hiru no tabi ni sayōnara)                                             |
| 2009  | Les Frères Ômori (Ômori kyōdai)    | 犬はいつも足元にいて (Inu wa itsumo ashimoto ni ite)                                              |
|       | Izumi Fujishiro                    | ボーダー＆レス (Bōdā & resu)                                                                      |
| 2010  | Pas de gagnant                     |                                                                                                   |
| 2011  | Tomoki Imamura                     | クリスタル・ヴァリーに降りそそぐ灰 (Crystal Valley ni furisosogu hai)                             |
| 2012  | Naoko Tanigawa                     | おしかくさま (Oshikaku-sama)                                                                      |
| 2013  | Haruya Sakurai                     | 世界泥棒 (Sekai dorobō)                                                                           |
| 2014  | Yondoku I (ou Lee)                 | 死にたくなったら電話して (Shinitaku nattara denwa shite)                                          |
|       | Kaoru Kaneko                       | アルタッドに捧ぐ (Arutaddo ni sasagu)                                                             |
| 2015  | Hiroka Yamashita                   | ドール (Doll)                                                                                     |
|       | Yukio Hatakeyama                   | 地の底の記憶 (Ji no soko no kioku)                                                                |
| 2016  | Ryōhei Machiya                     | 青が破れる (Ao ga yabureru)                                                                       |
| 2017  | Chisako Wakatake                   | おらおらでひとりいぐも (Ora ora de hitori igumo)                                                  |
| 2018  | Hideyuki Hikami                    | はんぷくするもの (Hanpuku suru mono)                                                              |
|       | Taro Yamanobe                      | いつか深い穴に落ちるまで (Itsuka fukai ananiochiru made)                                          |
| 2019  | Usami Rin                          | かか (Kaka)                                                                                       |
|       | Haruka Tono                        | 改良 (Kairyō)                                                                                     |
| 2020  | Mū Fujiwara                        | 水と礫 (Mizu to tsubute)                                                                          |
|       | Shin Kurumi                        | Mention excellent pour 星に帰れよ (Hoshi ni kaereyo)                                              |
| 2021  | Daichi Sawa                        | 眼球達磨式 (Gankyū daruma-shiki)                                                                  |
| 2022  | Jose Ando                          | ジャクソンひとり (Jakuson hitori) (traduit en français sous le titre Juste Jackson, Fayard, 2024) |
|       | Coleco Hibino                      | ビューティフルからビューティフルへ (Byūtifuru kara byūtifuru e)                                   |
| 2023  | Ayako Koizumi                      | 無敵の犬の夜 (Muteki no inu no yoru)                                                              |
|       | Riku Sasaki                        | Mention excellent pour 解答者は走ってください (Kaitō-sha wa hashitte kudasai)                     |
|       | Jō Zuno                            | Mention excellent pour おわりのそこみえ (Owari no soko mie)                                       |
|       | Prix de la nouvelle Fuyuki Nishino | 子宮の夢 (Shikyū no yume)                                                                         |
|       | Prix de la nouvelle Kei Saitani    | Mention excellent pour 海を吸う (Umi o suu)                                                       |
| 2024  | Saji Machikawa                     | 光のそこで白くねむる (Hikari no soko de shiroku nemuru)                                           |
|       | Irino Matsuda                      | ハイパーたいくつ (Haipāta ikutsu)                                                                 |